# Harith Kanadi
Harith Kanadi (* 1. August 2000 in Singapur), mit vollständigen Namen Muhammad Harith bin Kanadi, ist ein singapurischer Fußballspieler.

## Karriere
Harith Kanadi erlernte das Fußballspielen in der Jugendmannschaft des Erstligisten Tampines Rovers in Singapur. Seinen ersten Vertrag unterschrieb er 2019 bei Geylang International. Der Verein spielte in der ersten singapurischen Liga, der Singapore Premier League. Sein Erstligadebüt gab er am 18. September 2019 im Spiel gegen den Warriors FC. Hier stand er in der Startelf. Bei Geylang stand er bis September 2021 unter Vertrag. Am 1. Oktober 2021 trat er seinen Militärdienst an. Von der Army wurde er von Februar 2022 bis August 2023 an den Erstligisten Young Lions ausgeliehen. Für die Lions bestritt er 33 Erstligaspiele. Nach Ende des Militärdienstes schloss er sich am 25. August 2023 dem Erstligisten Lion City Sailors an.